# Спорт в США
Спорт в США (англ. Sports in the United States) — важная часть национальной культуры. Спорт в США является децентролизованным, в стране отсутствует какой-либо государственный федеральный орган, отвечающий за развитие спорта.

## Наиболее популярные виды спорта
Пять наиболее популярных видов спорта, которые развивались в Северной Америке: американский футбол, бейсбол , баскетбол , хоккей на льду и в последние годы — соккер (футбол). Главные профессиональные спортивные ассоциации в Соединенных Штатах (и Канаде две из них) по этим видам спорта — Национальная футбольная лига, Национальная баскетбольная ассоциация и Национальная хоккейная лига (NHL). Соревнования в рамках этих ассоциаций удостаиваются огромного внимания общественности и СМИ и рассматриваются среди важнейших спортивных состязаний в мире по соответствующим видам спорта. Все вышеуказанные лиги входят в число наиболее прибыльных спортивных ассоциаций в мире.
Именуемый как соккер для отличия от национального аналога, футбол несколько менее популярен как зрительский спорт в США, чем во многих других странах, хотя имеет широкое распространение на любительском и полупрофессиональном уровнях, особенно среди молодежи и латиноамериканцев США (выходцев от Мексики до Южной Америки). Главная лига соккера (MLS) увеличивает свою значимость в стране и уже превзошла NBA и NHL по средней посещаемости, хотя все ещё значительно отстаёт по средним гонорарам и бюджетам. В США прошли Кубок Америки по футболу 2016 года, Чемпионат мира по футболу среди женщин 1999 года и Чемпионат мира по футболу среди женщин 2003 года.

## Организация спорта
В США имеются четыре крупнейшие профессиональные спортивные лиги: Главная лига бейсбола (MLB), Национальная футбольная лига (НФЛ), Национальная баскетбольная ассоциация (НБА) и Национальная хоккейная лига (НХЛ).
Помимо высших, некоторые ассоциации также имеют профессиональные младшие лиги. Профессиональные команды США во всех главных спортивных состязаниях активно используют как франшизу правила и символику соответствующих ассоциаций. При этом все главные спортивные лиги используют олимпийскую систему плей-офф организации и учёта турниров.
Спорт играет большую роль в системе образования США и образе жизни студенчества. В большинстве колледжей и университетов организованы спортивные команды по важным видам спорта и проводятся соревнования по индивидуальным видам спорта. Существует Национальная ассоциация студенческого спорта (NCAA). В юношеской среде основной материальный стимул для занятия спортом – «спортивная стипендия», которая позволяет получить престижное высшее образование полностью или частично за счет вуза. В США 150 тысяч спортсменов-студентов получают подобные стипендии на общую сумму $2,9 млрд в год.

## США на Олимпийских играх
США участвовали впервые в летних Олимпийских играх в 1896 году и в зимних Олимпийских играх в 1924 году. За всё время проведения Олимпиад американские спортсмены пропустили только одни Игры: в 1980 году руководство страны по политическим причинам приняло решение бойкотировать летние Игры в Москве.
В 1932 году в США прошли и зимние, и летние Игры, а всего США чаще других стран принимали у себя Олимпийские игры — 4 раза летние Олимпийские игры и 4 раза зимние Олимпийские игры:
- Летние Олимпийские игры: Сент-Луис 1904, Лос-Анджелес 1932, Лос-Анджелес 1984, Атланта 1996;
- Зимние Олимпийские игры: Лейк-Плэсид 1932, Скво-Вэлли 1960, Лейк-Плэсид 1980, Солт-Лейк-Сити 2002.

Летние Олимпийские игры 2028 года также пройдут в США.
Спортсмены США завоевали самое большое количество медалей за всю историю Олимпийских игр — более 2500 всего, в том числе более 1000 золотых. При этом они лидируют по количеству золотых, серебряных и бронзовых наград как в сумме по итогам всех летних и зимних Игр, так и отдельно по итогам летних Игр, а по итогам всех зимних Игр США уступают по общему зачёту только Норвегии и Германии.
На Олимпийских играх и во многих видах спорта США традиционно конкурировали во второй половине XX века только с СССР (а также с ГДР с 1970-х гг), а в XXI веке борются за лидерство c Китаем на летних Олимпийских играх и в ряде летних видов спорта.
Самый титулованный спортсмен в истории Олимпийских игр — американский пловец 23-кратный олимпийский чемпион Майкл Фелпс.